# الطاقة الشمسية في الصين

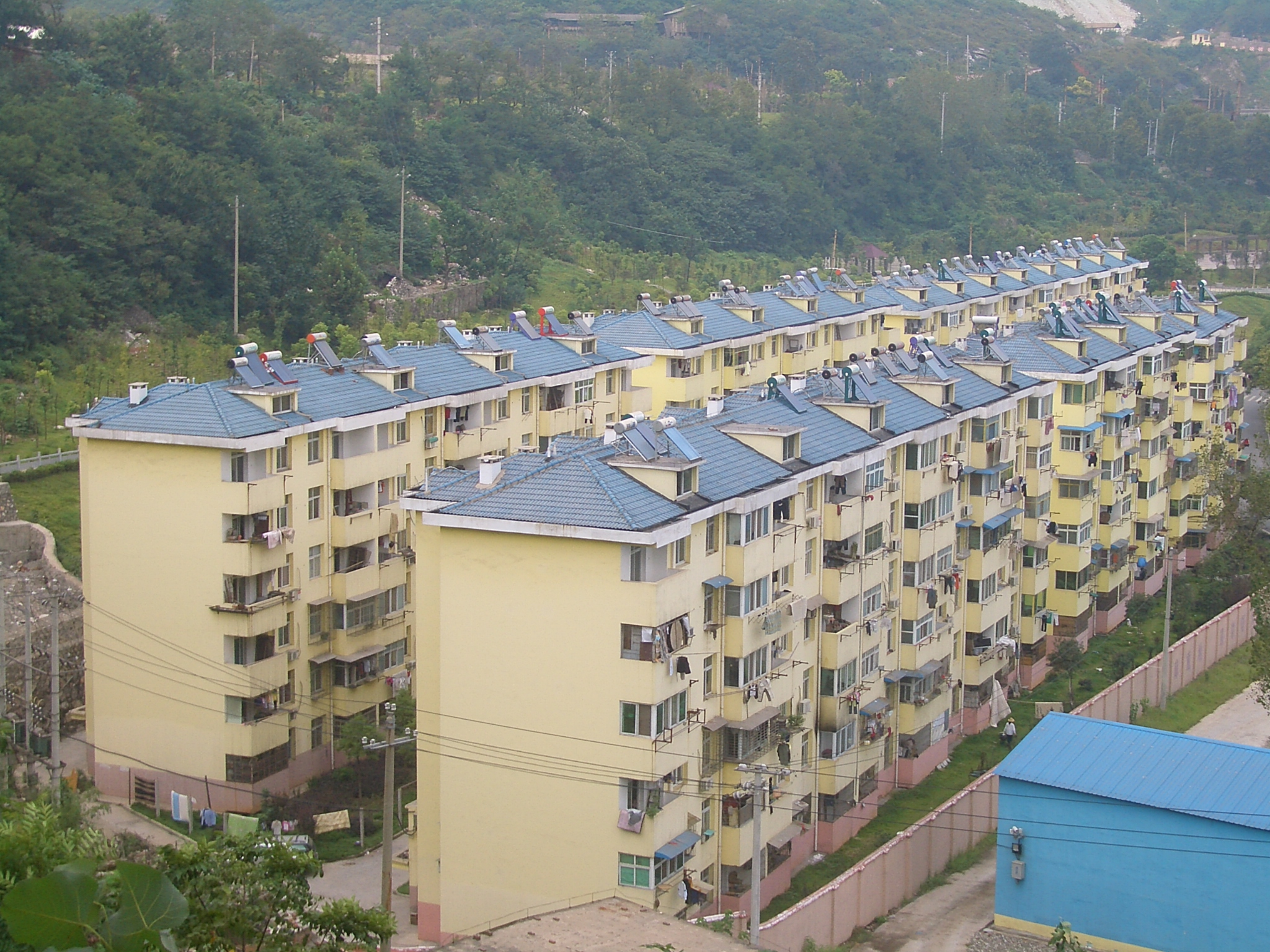
سخانات المياه بالطاقة الشمسية على السطح موجودة في كل مكان في الصين

الصين هي أكبر سوق في العالم لكل من الخلايا الكهروضوئية والطاقة الحرارية الشمسية. منذ عام 2013، كانت الصين هي الرائدة في عالميا في تركيب الخلايا الكهروضوئية الشمسية (PV). في عام 2015، أصبحت الصين أكبر منتج في العالم للطاقة الكهروضوئية، متجاوزة ألمانيا بفارق ضئيل. في عام 2017 كانت الصين الدولة الأولى التي اجتازت حاجز 100 جيجاواط من قدرة الطاقة الكهروضوئية المركبة التراكمية، وبحلول نهاية عام 2018، كان لديها 174 جيجاوات من قدرة الطاقة الشمسية المركبة التراكمية. اعتبارًا من مايو 2018، تحتفظ الصين بالرقم القياسي لأكبر مشروع للطاقة الشمسية التشغيلية في مشروعها الذي تبلغ سعته 1،547 ميجاوات في جيجاوات. لا تزال المساهمة في إجمالي إنتاج الطاقة الكهربائية متواضعة  حيث أن متوسط معامل الحمل لمحطات الطاقة الشمسية منخفض نسبيًا بنسبة 17٪ في المتوسط. من إجمالي 6،412 تيراواط نت الكهرباء التي تم إنتاجها في الصين في عام 2017، تم إنتاج 118.2 تيراواط منها فقط بواسطة الطاقة الشمسية، أي ما يعادل 1.84٪ من إجمالي إنتاج الكهرباء [9]. تهدف الصين في عام 2050 في الوصول إلى 1300 جيجاوات من قدرة الطاقة الشمسية.

يتم أيضًا تسخين المياه بالطاقة الشمسية على نطاق واسع في الصين، حيث تبلغ السعة المركبة الإجمالية 290 جيجاوات في نهاية عام 2014، وهو ما يمثل حوالي 70 ٪ من إجمالي السعة الحرارية الشمسية المركبة في العالم.